# Electric Light Orchestra
Electric Light Orchestra (ELO) là một ban nhạc của Anh đến từ Birmingham, nước Anh. Roy Wood và Jeff Lynne đã thành lập ban nhạc với mong muốn tạo ra một thể loại nhạc Rock hiện đại cùng các ca khúc pop mang âm hưởng cổ điển. Sau sự khởi đầu thành công của Wood với album phòng thu kỷ lục, Lynne đã sáng tác và sắp xếp lại toàn bộ các tác phẩm ban đầu của nhóm và sản xuất tất cả các album. Năm 2012, nhằm gây đột phá nên Lynne đổi tên ban nhạc thành Jeff Lynne's ELO.
Mặc dù single đầu tiên đã rất thành công tại Vương quốc Anh, nhưng ban nhạc thậm chí còn thành công hơn khi ra mắt tại Hoa Kỳ, được đặt với biệt danh "Những chàng trai người Anh với những thành công lớn"

## Thành viên ban nhạc
| Thành viên hiện tại - Jeff Lynne – hát chính, guitars, bass guitar, keyboards, trống, cello, nhà sản xuất, người viết nhạc, sáng tác nhạc, nhà quản lý (1970–1986, 2000–2001, 2012-nay) - Richard Tandy – keyboards, synthesisers, bass guitar, guitar, hát phụ, nhà quản lý (1972–1986, 2000–2001, 2012-nay) | Các nhạc sĩ tại chuyến lưu diễn trực tiếp Hyde Park Concert năm 2014 - Chereene Allen – violin - Marcus Byrne – keyboards - Donavan Hepburn – trống - Iain Hornal – hát phụ, guitar - Melanie Lewis-McDonald – hát phụ - Danny Marsden – trumpet - Milton McDonald – guitar, hát - Lee Pomeroy – bass - Bernie Smith – keyboards - Mike Stevens – guitar, hát - Mick Wilson – chơi nhạc cụ, hát |

Thành viên cũ
| - Bev Bevan – trống, percussion, vocals (1970–1986) - Roy Wood – hát chính, guitar, bass guitar, cello, clarinet, bassoon, oboe, trống, thu âm, nhà sản xuất, người viết nhạc, nhà quản lý (1970–1972) - Bill Hunt – keyboards, French horn, hunting horn (1970–1972) - Steve Woolam – violin (1970–1971; mất năm 1971) - Mike Edwards – cello (1972–1975; mất năm 2010) - Wilfred Gibson – violin (1972–1973; mất năm 2014) - Hugh McDowell – cello (1972, 1973–1979) - Andy Craig – cello (1972) - Mike de Albuquerque – bass guitar, hát phụ (1972–1974) - Colin Walker – cello (1972–1973) - Mik Kaminski – violin (1973–1979, 1981-1983, 1986) | - Kelly Groucutt – bass guitar, hát phụ (1974–1983; mất năm 2009) - Melvyn Gale – cello, piano (1975–1979) - Pete King – trống, nhạc cụ (1982) - Louis Clark – synthesisers, keyboards (1981-1983, 1986) - Dave Morgan – synthesisers, guitar trưởng, hát phụ (1981-1982, 1986) - Martin Smith – bass guitar, hát phụ (1986) - Peggy Baldwin – cello (2000-2001) - Gregg Bissonette – trống, hát phụ (2000-2001) - Matt Bissonette – bass guitar, hát phụ (2000-2001) - Marc Mann – guitars, keyboards, hát phụ (2000–2001) - Sarah O'Brien – cello (2000-2001) - Rosie Vela – hát phụ (2000-2001) |

## Danh sách đĩa nhạc của Electric Light Orchestra
Album phòng thu
- The Electric Light Orchestra (1971)
- ELO 2 (1973)
- On the Third Day (1973)
- Eldorado (1974)
- Face the Music (1975)
- A New World Record (1976)
- Out of the Blue (1977)
- Discovery (1979)
- Xanadu (1980)
- Time (1981)
- Secret Messages (1983)
- Balance of Power (1986)
- Zoom (2001)
- Alone in the Universe (2015)